# Apisa nyasae
Apisa nyasae är en fjärilsart som beskrevs av Sergius G. Kiriakoff 1957. Apisa nyasae ingår i släktet Apisa och familjen björnspinnare. Inga underarter finns listade i Catalogue of Life.